# Amidure
L'ion amidure est la base conjuguée de l'ammoniac.
Sa formule est NH2−.
L'ion amidure est une base forte (pKa NH3/NH2− = 38). c'est pourquoi tous les composés de cet ion réagiront avec l'eau pour donner de l'ammoniac.
Il existe en faible quantité dans l'ammoniac liquide à cause de la réaction d'autoprotolyse :
2 NH3 → NH2− + NH4+.
On peut le produire toujours en solution dans l'ammoniac par réaction avec un métal fortement réducteur comme le sodium.
Exemple de l'amidure de sodium : Na + NH3 → Na+ + NH2− + 1⁄2 H2. 
Les amidures sont utilisés pour déprotoner des bases moins fortes en synthèse organique (élimination/substitution nucléophile).
Les atomes d'hydrogène de l'ion peuvent être substitués par des radicaux alkyle comme avec le LDA, réactif utilisé en chimie organique notamment pour les réactions d'élimination.